# Rondanina

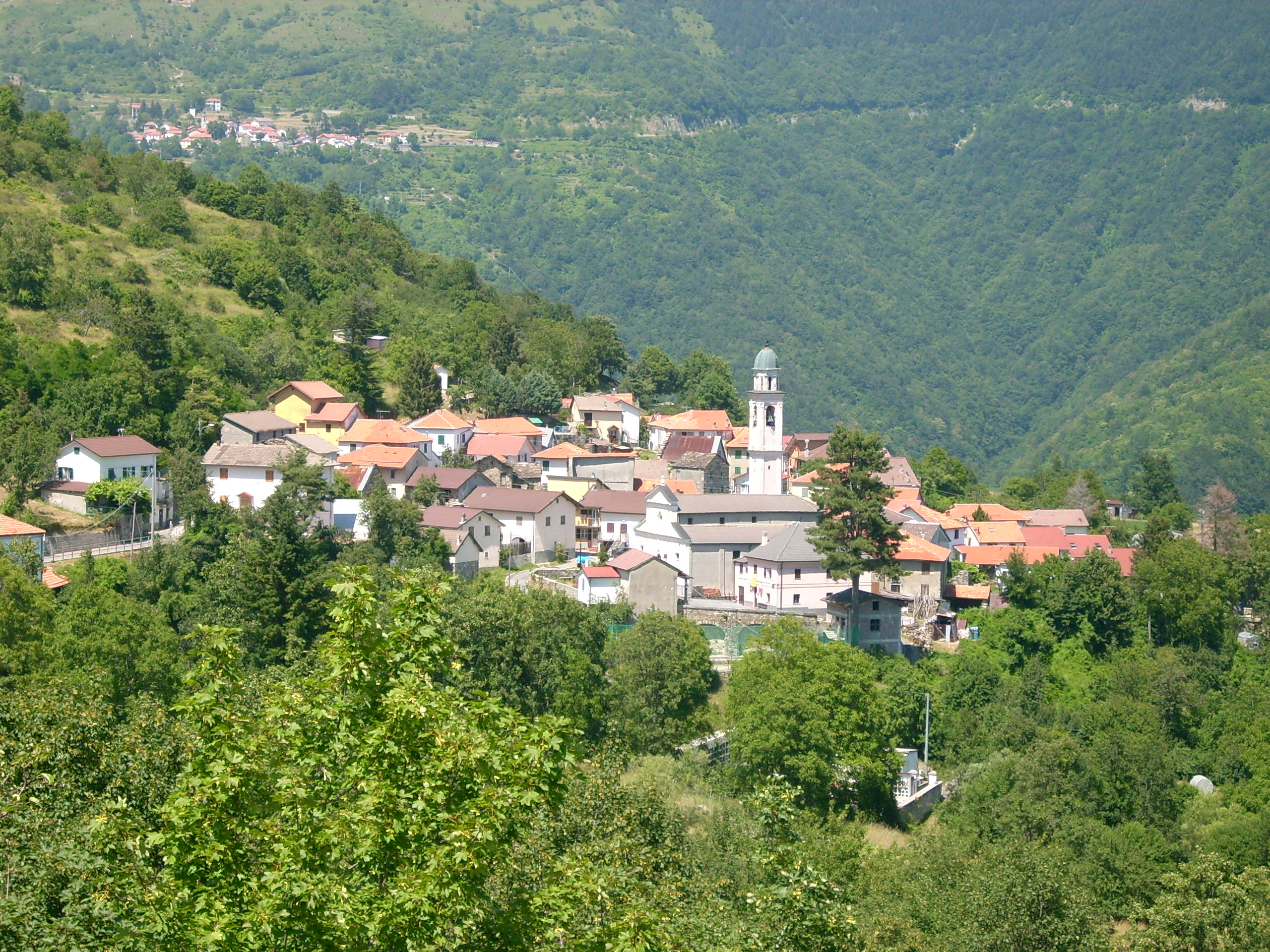
Vista panorámica de Rondanina.

Rondanina es una localidad y comune italiana de la provincia de Génova, región de Liguria, con 79 habitantes.

## Evolución demográfica
| Gráfica de evolución demográfica de Rondanina entre 1861 y 2001 |
|                                                                 |
| Fuente ISTAT - elaboración gráfica de Wikipedia                 |